# Rexanthony
Rexanthony, de son vrai nom Anthony Bartoccetti, est un producteur et disc jockey italien.

## Biographie
Rexanthony est né en 1977, et est le fils des musiciens Antonio Bartoccetti et Doris Norton. Vers 1989, en plus de ses études au piano, il est attiré par les synthétiseurs, séquenceurs, ordinateurs et musiques expérimentales. Son premier single, intitulé Gas Mask, est publié en 1991 suivi par An.Tho.Ny (1992), également publié au Japon.
En 1992, ses morceaux de type techno-rave For You Marlene et Gener-Action sont publiés en Europe et au Japon (Avex Trax) atteignant ainsi les charts musicaux. For You Marlene apparaît dans la compilation Thunderdome - F*ck Mellow, This Is Hardcore From Hell. For You Marlene est aussi considéré comme l'un des premiers succès mondiaux du genre techno hardcore.
Il travaille également en studio avec Musik Reseach Team, éditant le rythme des compositions pour les albums Technoshock. En 1994 et 1995, il compose deux albums techno expérimentale intitulés Cocorico' 2 et Cocorico' 3. En 1995 et 1996, ses titres Capturing Matrix et Polaris Dream atteignent les charts musicaux.
En juin 2017, Rexanthony participe à une soirée rétro au Babau Club,.

## Discographie

### Albums studio
- 1992 : Mega Dance
- 1994 : Technoshock Four
- 1994 : Rexperimental
- 1994 : Cocoricò Two
- 1995 : Technoshock Five
- 1995 : Cocoricò Three
- 1996 : Technoshock Six
- 1996 : Technoshock Seven
- 1997 : Fine Pleasure
- 1998 : Audax
- 1998 : Earthquake (Hard Collection)
- 1999 : Technopolis
- 2000 : Technoshock Eight
- 2001 : Hardcorized
- 2001 : Technoshock Nine
- 2002 : Technoshock Ten
- 2003 : Capturing Future
- 2007 : Memorabylia (The Greatest Hits)
- 2008 : War Robots
- 2010 : Drag Me to Hard

### Singles
- 1991 : Gas Mask
- 1992 : An.Tho.Ny
- 1992 : For You Marlene
- 1993 : Generaction
- 1994 : Boxing Columbia
- 1994 : Menticide
- 1995 : Cocoacceleration
- 1995 : Capturing Matrix
- 1996 : Polaris Dream
- 1997 : Fine Pleasure
- 1998 : Audax
- 1999 : Technopolis
- 2000 : Myphuture
- 2001 : Harcorized
- 2001 : The Rapture
- 2002 : Krimesquad
- 2002 : Kannabis Free
- 2003 : Capturing Matrix (Rmx 2003)
- 2003 : Capturing Matrix (2003 Hard Remixes)
- 2003 : Capturing Matrix (CD-single, toutes les versions)
- 2003 : The Symbol (Hard Cult 2003)
- 2004 : The Symbol 2004
- 2016 : Colors